# Belebeevsky (huyện)
Huyện Belebeevsky (tiếng Nga: ? райо́н) là một huyện hành chính tự quản (raion), của Bashkortostan, Nga. Huyện có diện tích 1878 kilômét vuông. Trung tâm của huyện đóng ở Belebey.